# Club Deportiu Adrianenc
El Club Deportiu Adrianenc, també conegut com a Club Deportivo Adrianense, és un club de futbol català de la ciutat de Sant Adrià de Besòs, al Barcelonès.
L'Adrianenc és un club històric del futbol català. Va ser fundat l'any 1922 com a FC Adrianenc o CD Adrianenc, segons les denominacions de l'època. Després de la Guerra Civil s'imposà la denominació CD Adrianense. Visqué els seus millors anys a les acaballes de la dècada dels 1950 on arribà a jugar quatre temporades a Tercera Divisió. L'any 2007 es fusionà amb la PB Olivella, mantenint el nom original del club.
El club ja jugat quatre temporades a Tercera Divisió:
- 1956-57: 3a Divisió 9è
- 1957-58: 3a Divisió 18è
- 1958-59: 3a Divisió 15è
- 1960-61: 3a Divisió 15è